# Gare de Saint-Job
La gare de Saint-Job (en néerlandais : station Sint-Job) est une gare ferroviaire belge de la ligne 26, de Schaerbeek à Hal, située dans le quartier Saint-Job à Uccle dans la région de Bruxelles-Capitale. C'est l'une des cinq gares de la commune.
Elle est mise en service en 1973 par la Société nationale des chemins de fer belges (SNCB).
C’est une halte voyageurs du RER bruxellois (S), desservie par des trains Suburbains (S).

## Situation ferroviaire
Établie à environ 71 mètres d'altitude, la gare de Saint-Job est située au point kilométrique (PK) 16,900 de la ligne 26, de Schaerbeek à Hal, entre les gares du Vivier d'Oie et de Moensberg.

## Histoire
La halte de Saint-Job est mise en service le 26 mai 1973 par la Société nationale des chemins de fer belges (SNCB) pour améliorer la desserte de la banlieue de Bruxelles.
Le mauvais état et l’étroitesse du pont routier qui date des années 1920 et accueille aussi une ligne de tram et de bus va prochainement entraîner la construction d’un nouveau pont en biais avec une dalle de béton sur laquelle sera situé un nouvel arrêt STIB. Les travaux doivent commencer en 2021.

## Service des voyageurs

### Accueil
Halte SNCB, c'est un point d'arrêt non géré (PANG) à accès libre. Elle est équipée d'un automate pour l'achat de titres de transport.

### Desserte
Saint-Job est desservie par des trains Suburbains (S),.
En semaine, la gare est desservie par trois trains par heure dans chaque sens : des trains S19 entre Brussels-Airport-Zaventem et Nivelles ou Charleroi-Central, des trains S5 de Malines à Hal et des trains S7 de Vilvorde à Hal ou Enghien.
Les week-ends et jours fériés, la desserte comprend deux trains par heure dans chaque sens :
- des S19 Louvain - Brussels-Airport - Nivelles ;
- des S5 entre Hal et Malines.

Aucun de ces trains ne rejoint la jonction Nord-Midi, d'où partent les trains vers les principales destinations. Il y a lieu, pour ce faire, de prendre le train jusqu'à la gare de Bruxelles-Luxembourg, d'où des correspondances sont possibles vers Bruxelles-Central, ou bien, de rejoindre la gare d'Uccle-Calevoet en prenant le bus 60 de la STIB.

### Intermodalité
Il n'existe pas de parking dédié mais deux petits parcs à vélos se trouvent près des escaliers d’accès.
La station est desservie par la ligne 92 et les bus 37, 60 et Noctis N10 de la STIB.

### Accessibilté
La gare dispose de quais hauts en partie bétonnés, son accessibilité est mauvaise.
Un seul des quais est accessible de plain-pied (le quai 1). Elle compte deux escaliers près du pont de l’avenue Jean et Pierre Carsoel. L'escalier du quai 2 a récemment été équipé d'un rail de guidage pour les vélos.
La gare doit être rénovée à partir de 2022.

## Comptage voyageurs
Ce graphique et tableau montre le nombre de voyageurs embarquant en moyenne durant la semaine, le samedi et le dimanche.
| Nombre de passagers qui embarquent à la gare de Saint-Job | Nombre de passagers qui embarquent à la gare de Saint-Job | Nombre de passagers qui embarquent à la gare de Saint-Job | Nombre de passagers qui embarquent à la gare de Saint-Job |
|                                                           | Semaine                                                   | Samedi                                                    | Dimanche                                                  |
| --------------------------------------------------------- | --------------------------------------------------------- | --------------------------------------------------------- | --------------------------------------------------------- |
| 1977                                                      | 195                                                       | -                                                         | -                                                         |
| 1978                                                      | 243                                                       | -                                                         | -                                                         |
| 1979                                                      | 194                                                       | -                                                         | -                                                         |
| 1980                                                      | 236                                                       | -                                                         | -                                                         |
| 1981                                                      | 253                                                       | -                                                         | -                                                         |
| 1982                                                      | 310                                                       | -                                                         | -                                                         |
| 1983                                                      | 237                                                       | -                                                         | -                                                         |
| 1984                                                      | 186                                                       | -                                                         | -                                                         |
| 1985                                                      | 186                                                       | -                                                         | -                                                         |
| 1986                                                      | 149                                                       | -                                                         | -                                                         |
| 1987                                                      | 245                                                       | -                                                         | -                                                         |
| 1988                                                      | 234                                                       | -                                                         | -                                                         |
| 1989                                                      | 263                                                       | -                                                         | -                                                         |
| 1990                                                      | 236                                                       | -                                                         | -                                                         |
| 1991                                                      | 269                                                       | -                                                         | -                                                         |
| 1992                                                      | 300                                                       | -                                                         | -                                                         |
| 1993                                                      | 346                                                       | -                                                         | -                                                         |
| 1994                                                      | 438                                                       | -                                                         | -                                                         |
| 1995                                                      | 558                                                       | -                                                         | -                                                         |
| 1996                                                      | 584                                                       | -                                                         | -                                                         |
| 1997                                                      | 597                                                       | -                                                         | -                                                         |
| 1998                                                      | 595                                                       | -                                                         | -                                                         |
| 1999                                                      | 576                                                       | -                                                         | -                                                         |
| 2000                                                      | 725                                                       | -                                                         | -                                                         |
| 2001                                                      | 709                                                       | -                                                         | -                                                         |
| 2002                                                      | 617                                                       | -                                                         | -                                                         |
| 2003                                                      | 690                                                       | -                                                         | -                                                         |
| 2004                                                      | 797                                                       | -                                                         | -                                                         |
| 2005                                                      | 797                                                       | -                                                         | -                                                         |
| 2006                                                      | 897                                                       | -                                                         | -                                                         |
| 2007                                                      | 965                                                       | -                                                         | -                                                         |
| 2008                                                      | -                                                         | -                                                         | -                                                         |
| 2009                                                      | 829                                                       | -                                                         | -                                                         |
| 2010                                                      | -                                                         | -                                                         | -                                                         |
| 2011                                                      | -                                                         | -                                                         | -                                                         |
| 2012                                                      | 849                                                       | -                                                         | -                                                         |
| 2013                                                      | 911                                                       | -                                                         | -                                                         |
| 2014                                                      | 898                                                       | -                                                         | -                                                         |
| 2015                                                      | 718                                                       | -                                                         | -                                                         |
| 2016                                                      | 732                                                       | -                                                         | -                                                         |
| 2017                                                      | 904                                                       | -                                                         | -                                                         |
| 2018                                                      | 991                                                       | 156                                                       | 127                                                       |
| 2019                                                      | 956                                                       | 99                                                        | 117                                                       |
| 2020                                                      | 715                                                       | 148                                                       | 121                                                       |
| 2021                                                      | -                                                         | -                                                         | -                                                         |
| 2022                                                      | 1 148                                                     | 233                                                       | 190                                                       |
| 2023                                                      | 664                                                       | 129                                                       | 114                                                       |
| 2024                                                      | 772                                                       | 132                                                       | 118                                                       |

Installations et desserte de la halte
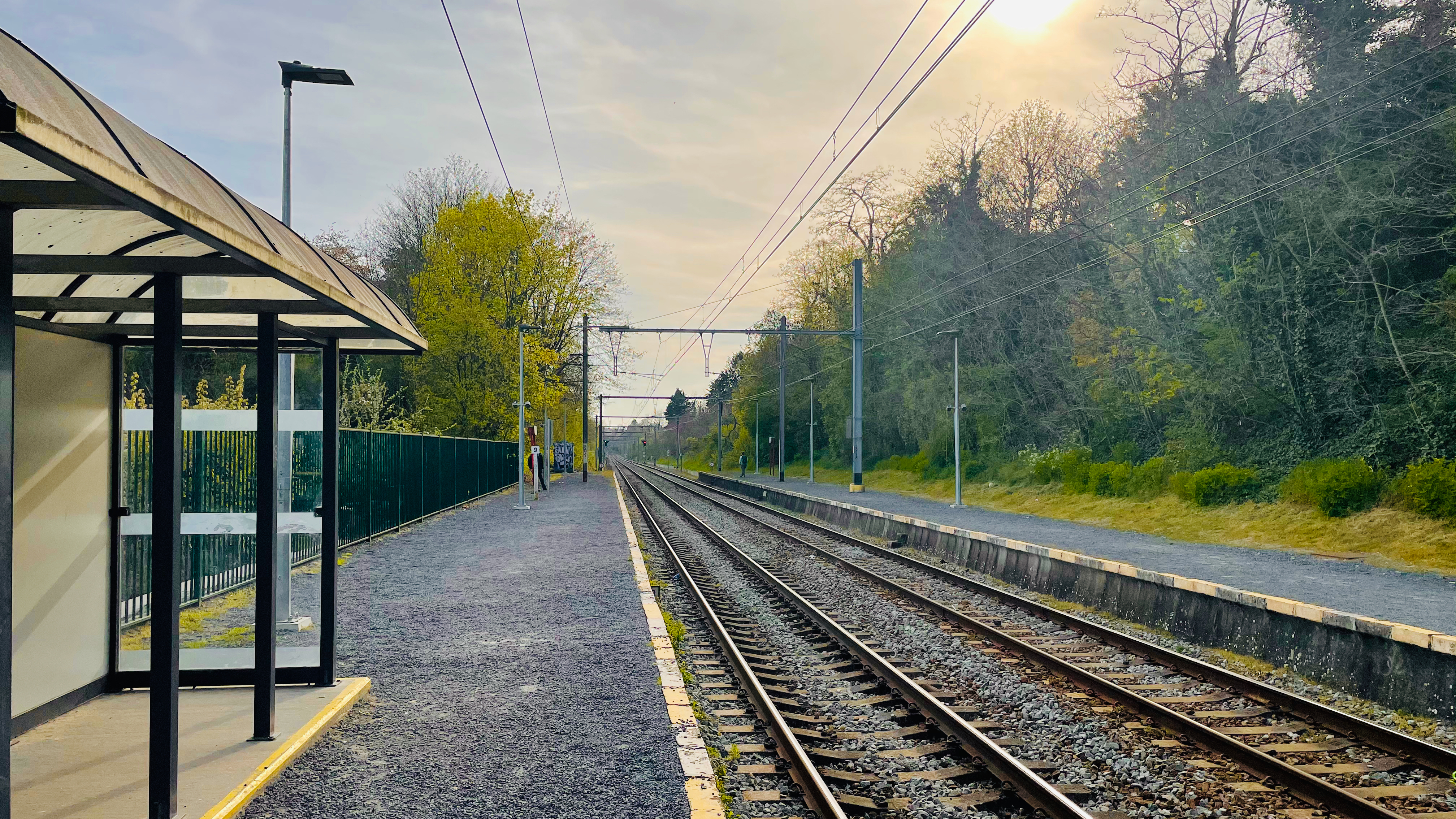
Quais et abri.
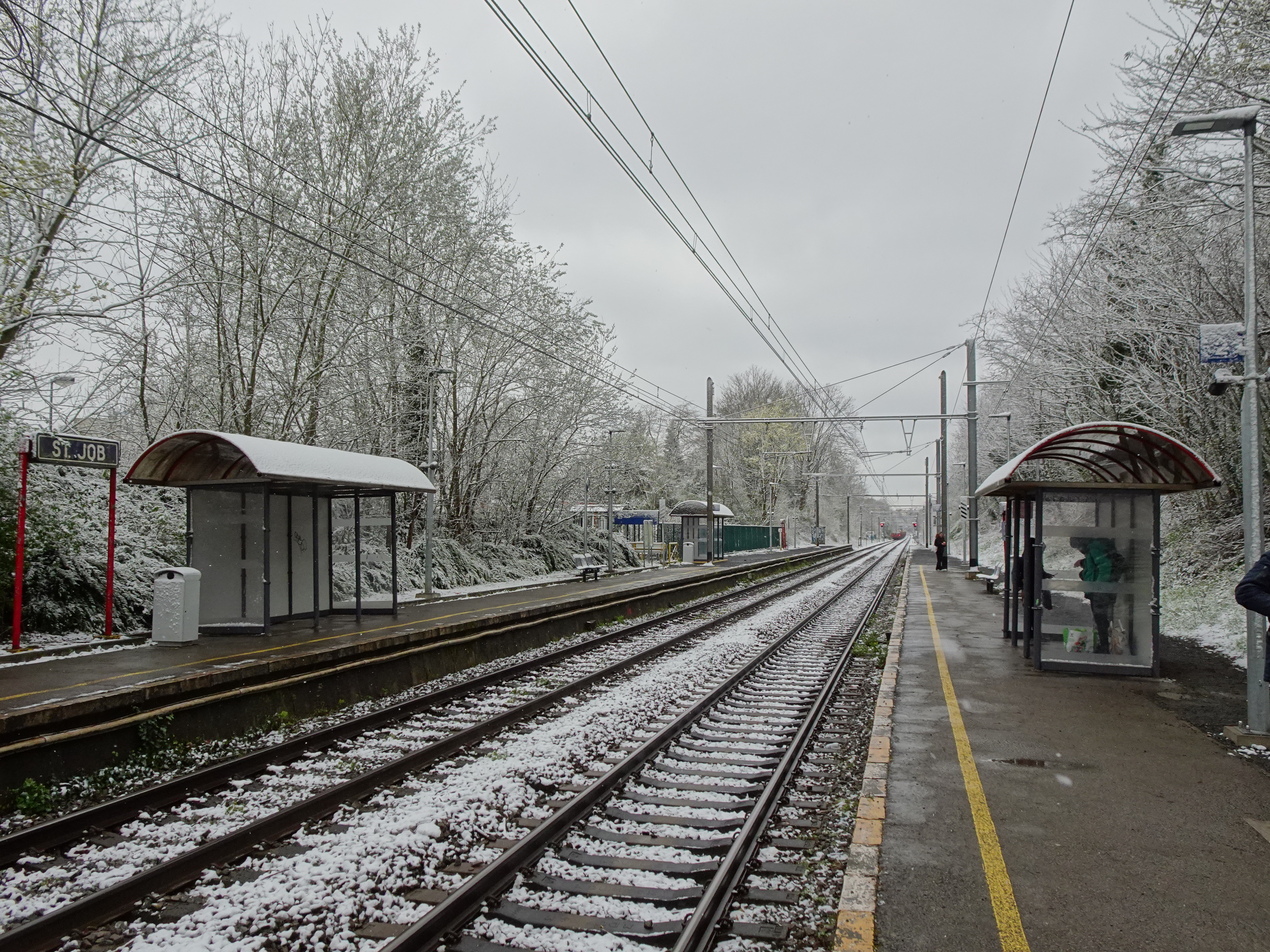
Sous la neige.
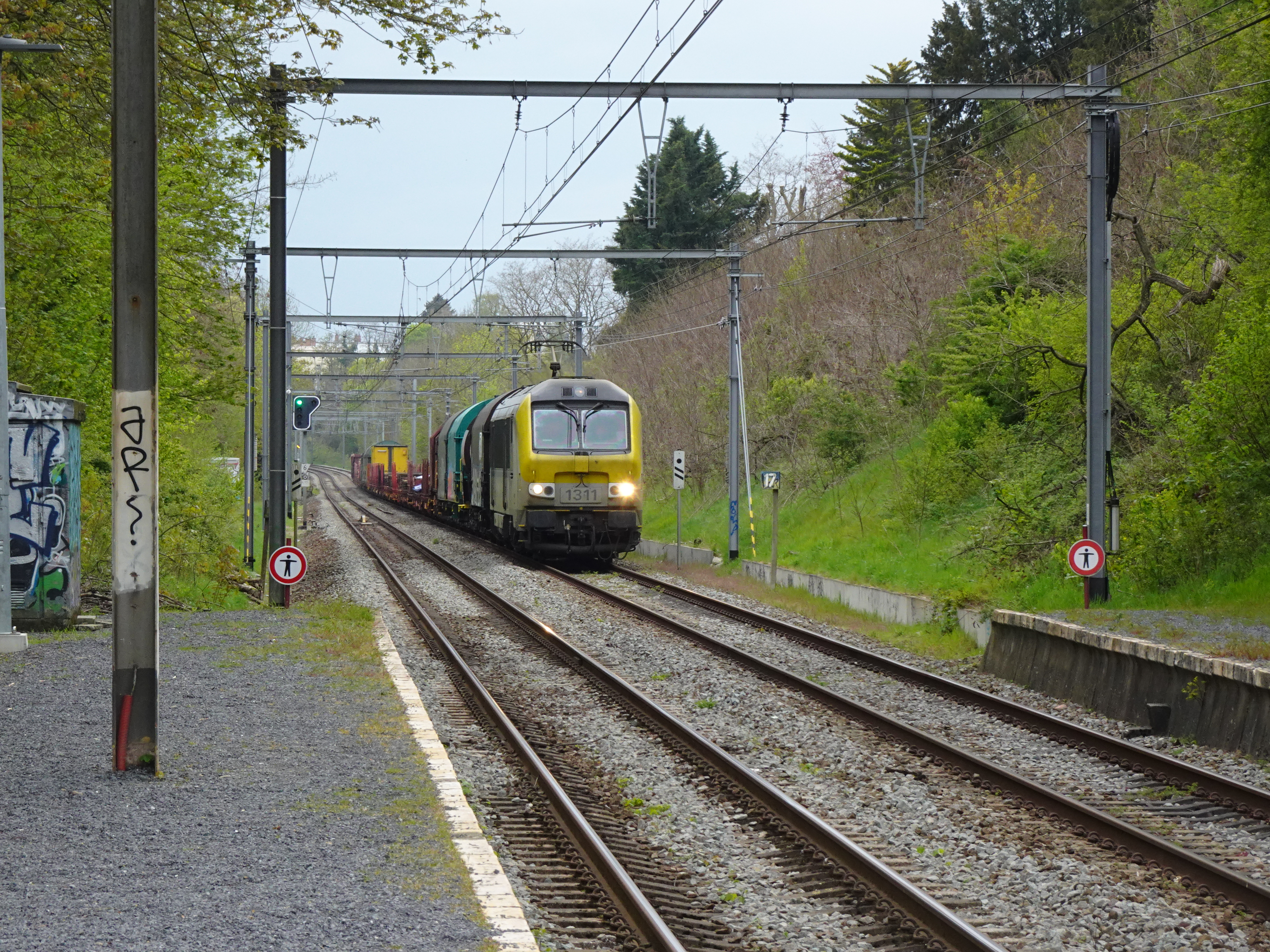
Train de marchandises.
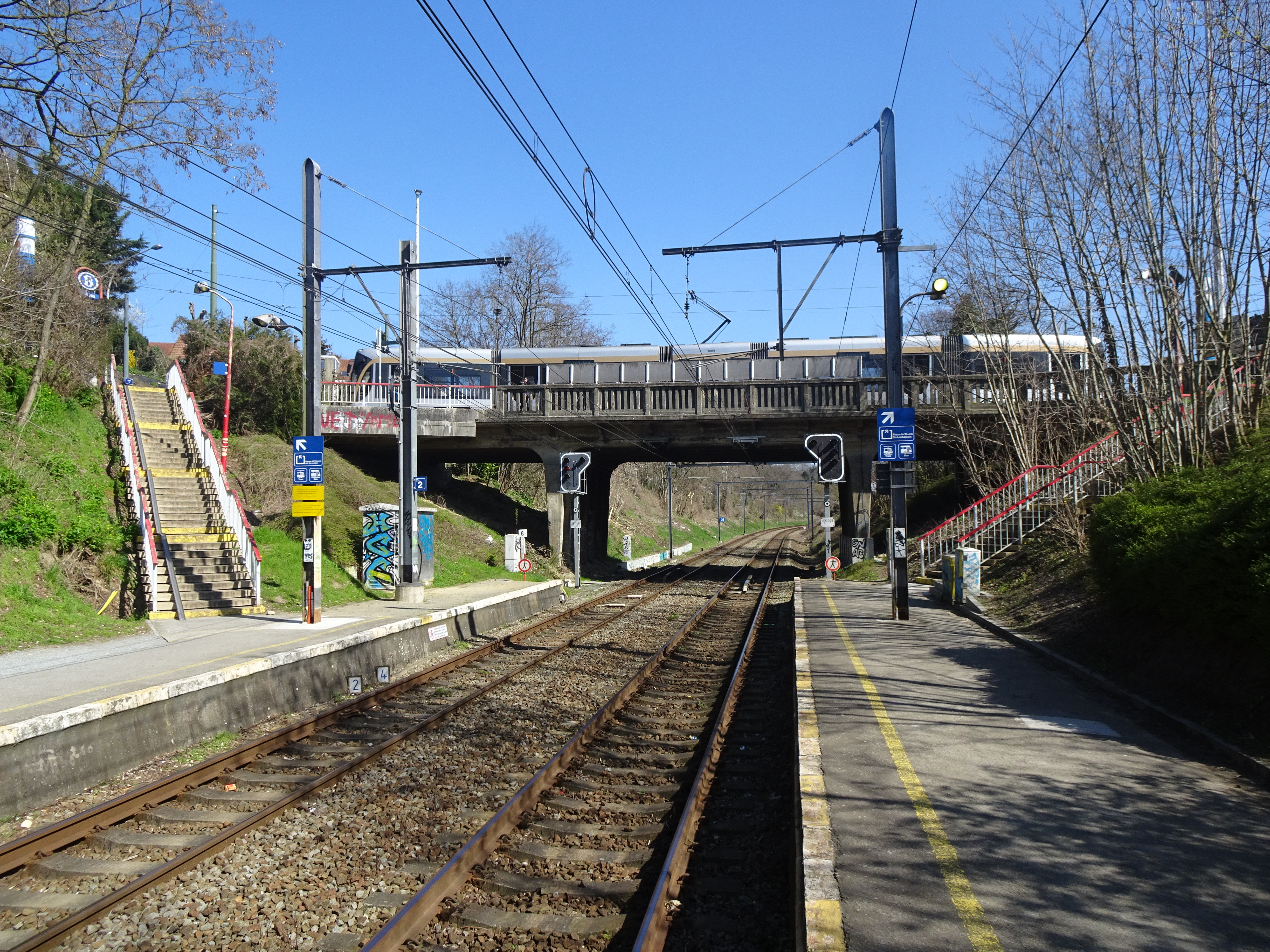
Passage d'un tram.